# Johannesburg Indoor 1972 - Doppio
Il doppio del torneo di tennis Johannesburg Indoor 1972, facente parte della categoria Grand Prix, ha avuto come vincitori John Newcombe e Fred Stolle che hanno battuto in finale Terry Addison e Bob Carmichael con il punteggio di 6–3, 6–4.

## Tabellone

### Legenda
| - Q = Qualificato - WC = Wild card - LL = Lucky loser | - ALT = Alternate - SE = Special Exempt - PR = Protected Ranking | - w/o = Walkover - r = Ritirato - d = Squalificato |

|  | Quarti di finale              | Quarti di finale              | Quarti di finale              | Quarti di finale | Quarti di finale |  |  | Semifinali                   | Semifinali                   | Semifinali                   | Semifinali                | Semifinali                |   |   | Finale                       | Finale                       | Finale                       | Finale | Finale |  |
|  |                               |                               |                               |                  |                  |  |  |                              |                              |                              |                           |                           |   |   |                              |                              |                              |        |        |  |
|  | Frew McMillan Robert Maud     | Frew McMillan Robert Maud     | 7                             | 3                | 6                |  |  |                              |                              |                              |                           |                           |   |   |                              |                              |                              |        |        |  |
|  | Cliff Drysdale Roger Taylor   | Cliff Drysdale Roger Taylor   | 5                             | 6                | 3                |  |  | Frew McMillan Robert Maud    | Frew McMillan Robert Maud    | Frew McMillan Robert Maud    | 0                         | 1                         |   |   |                              |                              |                              |        |        |  |
|  | Terry Addison Bob Carmichael  | Terry Addison Bob Carmichael  | Terry Addison Bob Carmichael  | 7                | 6                |  |  | Terry Addison Bob Carmichael | Terry Addison Bob Carmichael | Terry Addison Bob Carmichael | 0                         | 0                         |   |   |                              |                              |                              |        |        |  |
|  | Jeff Borowiak Frank Froehling | Jeff Borowiak Frank Froehling | Jeff Borowiak Frank Froehling | 6                | 2                |  |  |                              |                              |                              |                           |                           |   |   | Terry Addison Bob Carmichael | Terry Addison Bob Carmichael | Terry Addison Bob Carmichael | 3      | 4      |  |
|  | John Newcombe Fred Stolle     | John Newcombe Fred Stolle     | 3                             | 6                | 6                |  |  |                              |                              | John Newcombe Fred Stolle    | John Newcombe Fred Stolle | John Newcombe Fred Stolle | 6 | 6 |                              |                              |                              |        |        |  |
|  | Brian Fairlie Allan Stone     | Brian Fairlie Allan Stone     | 6                             | 3                | 4                |  |  | John Newcombe Fred Stolle    | John Newcombe Fred Stolle    | 4                            | 6                         | 6                         |   |   |                              |                              |                              |        |        |  |
|  | John Alexander Mark Cox       | John Alexander Mark Cox       | John Alexander Mark Cox       | 7                | 6                |  |  | John Alexander Mark Cox      | John Alexander Mark Cox      | 6                            | 4                         | 3                         |   |   |                              |                              |                              |        |        |  |
|  | Gerald Battrick Cliff Richey  | Gerald Battrick Cliff Richey  | Gerald Battrick Cliff Richey  | 6                | 2                |  |  |                              |                              |                              |                           |                           |   |   |                              |                              |                              |        |        |  |